# Graduate School of Management, Globis University
Graduate School of Management, Globis University (in giapponese: グロービス経営大学院大学, Hepburn: Gurōbisu Keiei Daigakuin Daigaku), comunemente conosciuta e stilizzata come GLOBIS University, è una scuola di business di livello graduate con campus a Tokyo, Osaka, Nagoya, Fukuoka, Sendai, Yokohama e Mito in Giappone, oltre che a Singapore, Bangkok, San Francisco e Bruxelles a livello internazionale.
Globis University è nata nel 1992 come iniziativa privata nel campo dell'educazione con il nome di Globis Management School, fondata dall'imprenditore giapponese Yoshito Hori, ottenendo lo status ufficiale di università nel 2006.
Oggi Globis University è la più grande business school graduate del Giappone, con un intake annuale di circa 1.100 studenti MBA e un totale di 2.525 studenti iscritti nel 2024. L'università offre programmi MBA part-time e online in inglese o giapponese, oltre a un programma MBA full-time erogato interamente in inglese.

## Storia

### Scuola di Management GLOBIS
La Globis Management School è stata fondata nel 1992 a Tokyo come scuola di business privata e non accreditata da Globis Corporation e dal suo fondatore Yoshito Hori. Questa iniziativa ha gettato le basi per la successiva creazione della Graduate School of Management di Globis University.
Durante il suo MBA presso la Harvard Business School tra il 1989 e il 1991, Hori osservò che negli Stati Uniti gli imprenditori avevano accesso a un ambiente fortemente favorevole alle start-up. Con l’obiettivo di creare un contesto simile in Giappone, decise di fondare una realtà educativa incentrata su un ecosistema di conoscenza, persone e capitale.
Inizialmente, Hori si rivolse alla sua alma mater per proporre l'apertura di una filiale in Giappone, ma la richiesta fu respinta. Questo lo portò alla creazione di una scuola di business indipendente. Tuttavia, venne stipulato un accordo di licenza che permise di utilizzare casi di studio di Harvard nella didattica della GLOBIS Management School.
La scuola iniziò le proprie attività con un capitale di 800.000 yen (circa 7.000 dollari statunitensi) e un singolo corso di marketing tenuto in un'aula affittata a Shibuya, Tokyo. Successivamente furono introdotte altre materie legate al business, come la finanza, tutte strutturate secondo il metodo dei case study, ancora poco diffuso in Giappone in quel periodo.
Nel 1993 venne aperto un campus a Osaka. Entro il 1996, il curriculum venne ampliato per consentire l’attivazione di un programma MBA congiunto con la University of Leicester. La prima parte del programma era composta da corsi tenuti in giapponese da Globis Management School, a Tokyo e Osaka o tramite corrispondenza. La seconda parte si svolgeva in inglese tramite la Leicester Business School, anch'essa per corrispondenza. Questo programma MBA congiunto proseguì fino a gennaio 2008.
Nel 2003, venne lanciato il Graduate Diploma in Business Administration (GDBA), un programma non-degree che rappresentava un precursore dell’MBA offerto successivamente dalla Globis University. Il GDBA venne interrotto nel 2013, con un totale di 220 studenti diplomati.

### Stato universitario

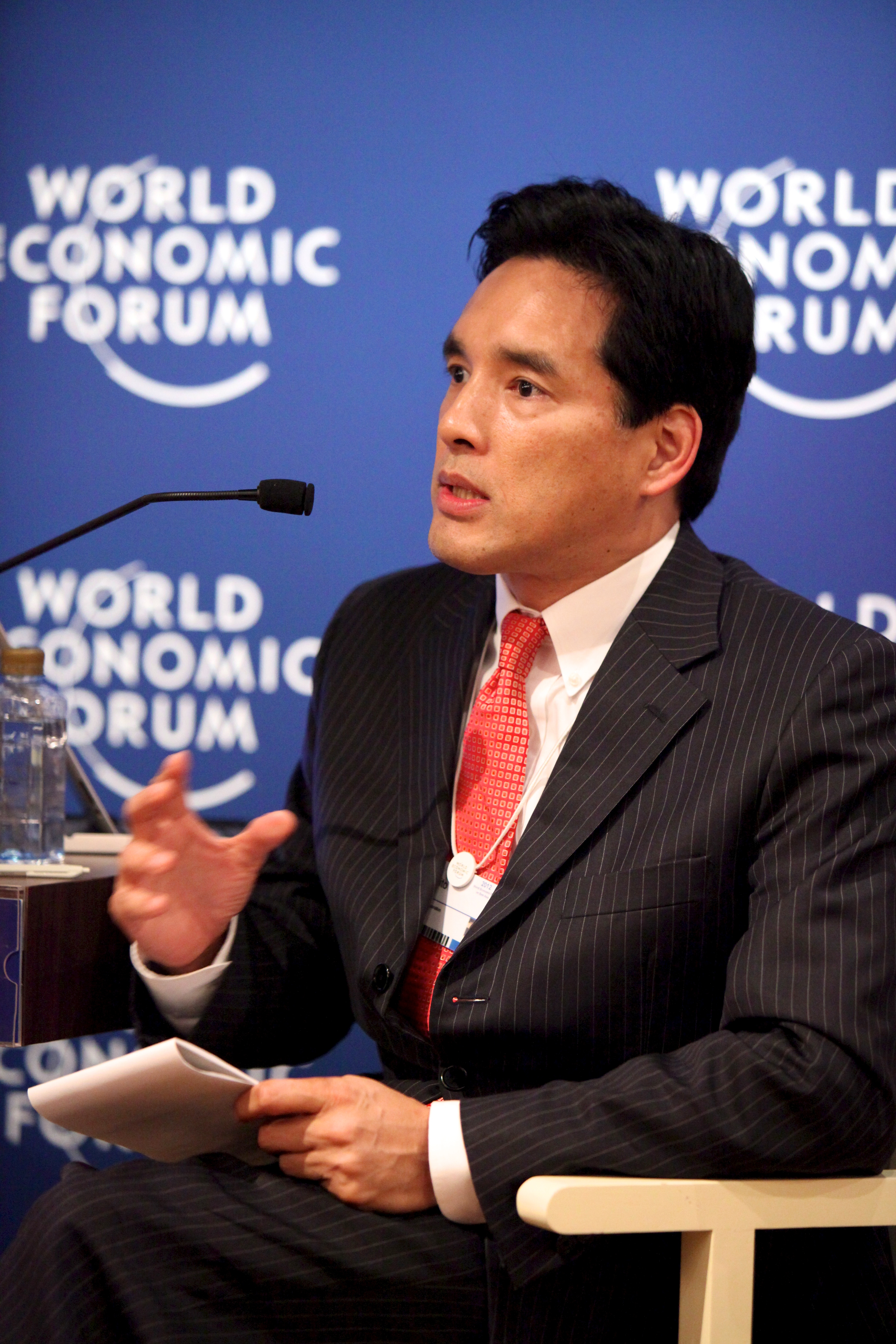
Yoshito Hori, presidente e fondatore della Globis University e della Globis Corporation, al World Economic Forum sull'Asia orientale 2012

La Globis Management School ha ottenuto l'accreditamento nel dicembre 2005 come università a scopo di lucro, istituita da una società privata (株式会社立大学, kabushiki gaisha ritsu daigaku). Le disposizioni per l'istituzione di questo tipo di università erano state introdotte nel 2003 nell'ambito del Programma delle Zone Speciali per la Riforma Strutturale (構造改革特別区域制度, kōzō kaikaku tokubetsu kuiki seido). Questo portò alla fondazione della Graduate School of Management, Globis University, nell'aprile 2006. Nello stesso anno furono ufficialmente istituiti i campus universitari di Tokyo e Osaka.
Tuttavia, nel 2008, venne presa la decisione di modificare la forma giuridica della Graduate School of Management, Globis University, trasformandola in un'istituzione educativa incorporata senza scopo di lucro (学校法人, gakkō hōjin), riconosciuta come università privata (私立大学, shiritsu daigaku). Fino ad allora, questa tipologia era stata riservata principalmente a organizzazioni con significativi fondi e proprietà di terreni destinati allo sviluppo di campus. Tuttavia, dopo le modifiche introdotte dal Ministero dell'Istruzione giapponese ai requisiti di accesso, questa formula divenne disponibile anche per le università fondate da aziende private. Il passaggio a istituzione educativa incorporata permise a Globis University di creare un fondo sostenuto da riserve interne e donazioni, garantendo così uno sviluppo più stabile e sostenibile dell’ambiente educativo e delle infrastrutture del campus.

### Espansione
Ulteriori sedi di campus universitari furono inaugurate a Nagoya nel 2009, Sendai nel 2012, Fukuoka nel 2013, Yokohama e Mito, nella prefettura di Ibaraki, nel 2017.
Fuori dal Giappone, i campus furono aperti a Singapore nel 2019, Bangkok nel 2020, San Francisco nel 2021 e Bruxelles nel 2022.

## Campus

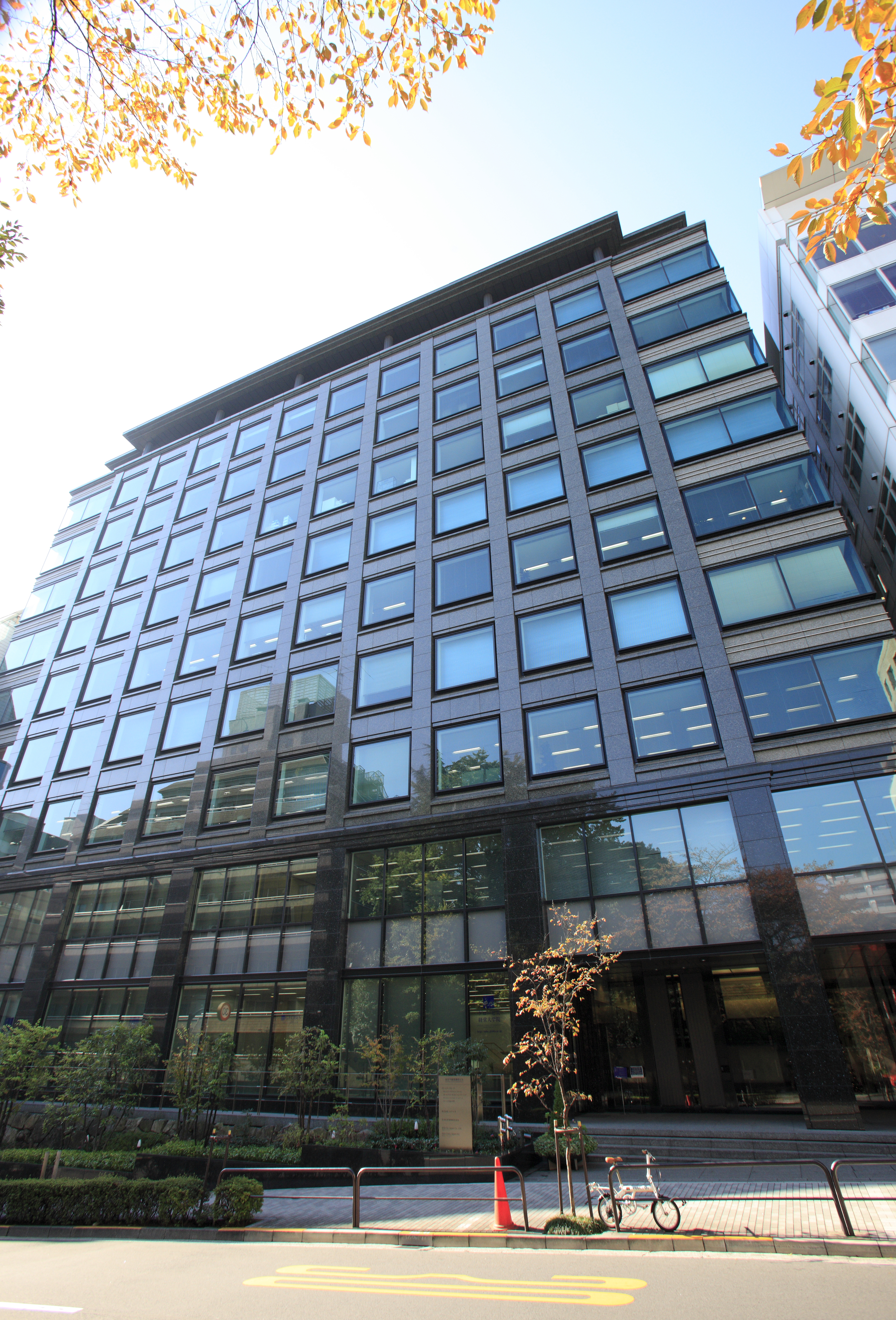
Campus di Globis a Tokyo, in Nibanchō

Globis University ha cinque campus in Tokyo, Osaka, Nagoya, Sendai e Fukuoka, oltre a due campus satelliti (特設キャンパス, tokusetu kyanpasu) a Yokohama e Mito, nella prefettura di Ibaraki, in Giappone.
Il campus principale si trova vicino alla stazione di Kojimachi, nel quartiere di Banchō, nella zona centrale di Chiyoda, a Tokyo, e offre programmi MBA sia in giapponese che in inglese. I campus di Osaka, Nagoya, Sendai e Fukuoka offrono programmi MBA in lingua giapponese. I campus satelliti di Yokohama e Mito offrono esclusivamente corsi non-degree del Pre-MBA in lingua giapponese.
Al di fuori del Giappone, Globis University offre corsi non-degree Pre-MBA in inglese nei campus di Singapore, Bangkok, San Francisco e Bruxelles.

## Accademici

### Programmi accademici
Globis University è composta da una singola Graduate School of Management. L’università offre un programma MBA full-time di un anno in inglese, che include un tirocinio professionale di 3 mesi, oltre a un MBA part-time di due anni e a un MBA online, disponibili sia in giapponese che in inglese.
Sono inoltre disponibili corsi preparatori non-degree Pre-MBA, sia in giapponese che in inglese, con possibilità di trasferire i crediti nel programma MBA una volta effettuata l’iscrizione.

### Accreditamento
Globis University è accreditata ufficialmente dalla Japan University Accreditation Association (JUAA), l'ente giapponese di accreditamento per l'istruzione superiore, sia nella categoria delle università che in quella delle business school.

### Partner di scambio
L'Università Globis ha programmi di scambio con:
- CEIBS[29] (Scuola Internazionale di Economia Cina-Europa)
- Scuola di Commercio di Chulalongkorn

## Corpo studentesco

### Iscrizione
|                   | 2006 | 2007 | 2008 | 2009 | 2010 | 2011 | 2012 | 2013 | 2014 | 2015 |
| ----------------- | ---- | ---- | ---- | ---- | ---- | ---- | ---- | ---- | ---- | ---- |
| MBA in giapponese | 78   | 103  | 128  | 194  | 278  | 321  | 373  | 468  | 575  | 659  |
| MBA in inglese    | 0    | 0    | 0    | 29   | 23   | 27   | 64   | 63   | 54   | 70   |
| Total             | 78   | 103  | 128  | 223  | 301  | 348  | 437  | 531  | 629  | 729  |

A maggio 2024, l'università aveva un totale di 2,525 studenti, di cui 200 nel corso MBA in inglese, e 2,325 nel corso in giapponese.

## Personaggi illustri

### Ex studenti
- Eri Machii, Fondatore/CEO AfriMedico [30][31]
- Jun Suzuki, ex calciatore giapponese [32]
- Mihoko Suzuki, co-fondatrice di Taskaji [33]
- Miko Tan, co-fondatore di TeamRed [34][35]
- Ritsuko Pooh, ostetrica e ginecologa giapponese
- Wilson Chan, CEO di Buyandship [36]

### Facoltà
- James Abegglen
- Yoshito Hori, presidente